# Balkon

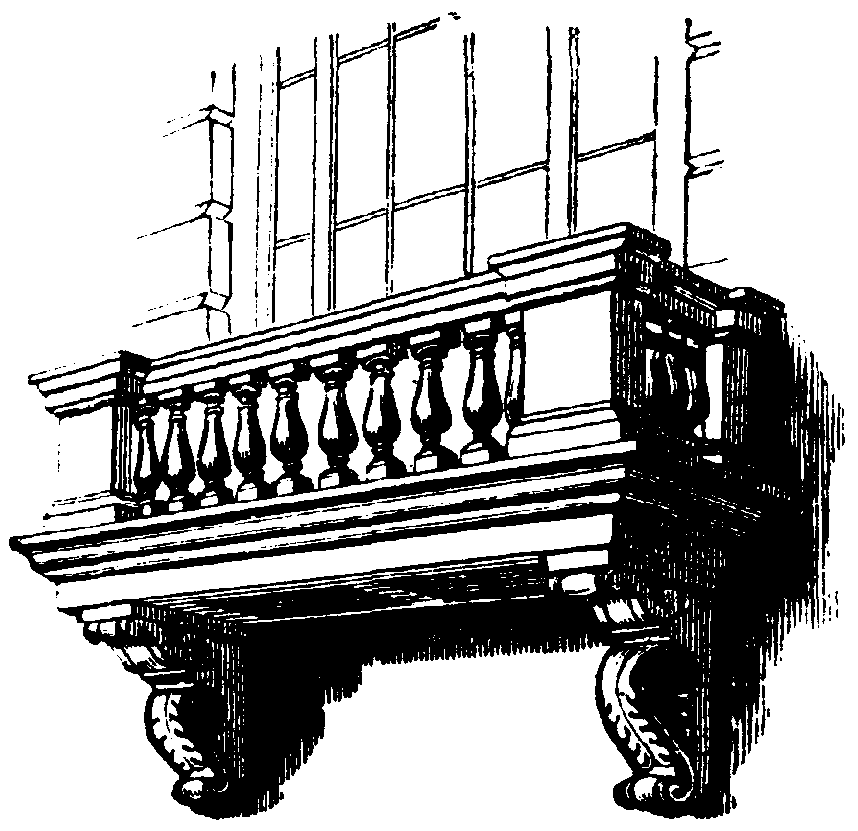
Balkon s kuželkami nesený dvojicí ozdobně tvarovaných volutových konzol

Balkon je vyvýšená předsazená konstrukce se zábradlím, obvykle vyčnívající z průčelí, přístupná z budovy dveřmi a otevřená do vnějšího prostoru. Balkon může být také krytý, zasklený a zčásti nebo úplně zapuštěný do stěny budovy, takže konstrukčně představuje kombinaci balkonové konzoly a lodžie. Název přišel do češtiny přes němčinu, francouzštinu a italštinu, původně pochází z germánského balke, trám.

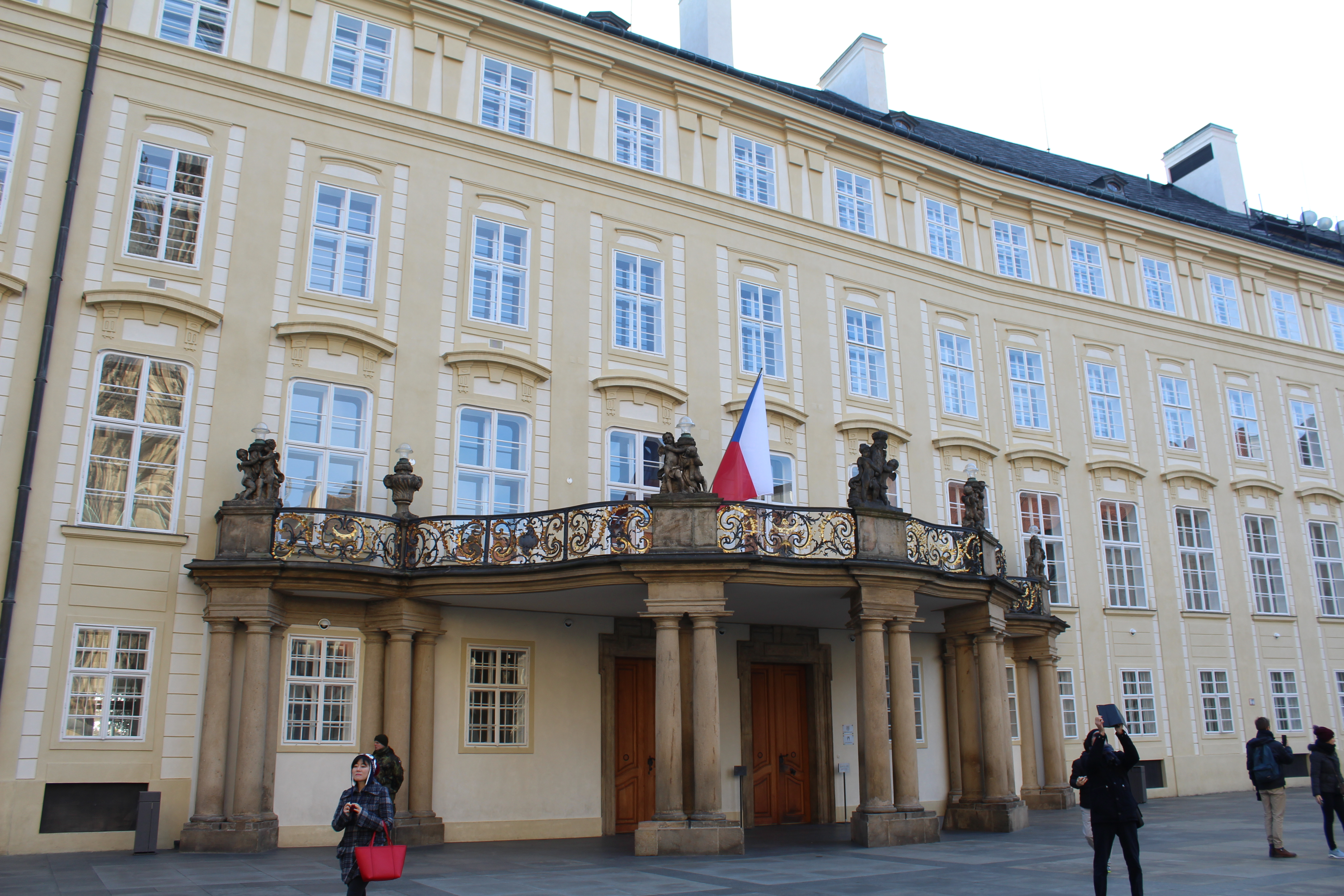
Balkon na třetím nádvoří Pražského Hradu

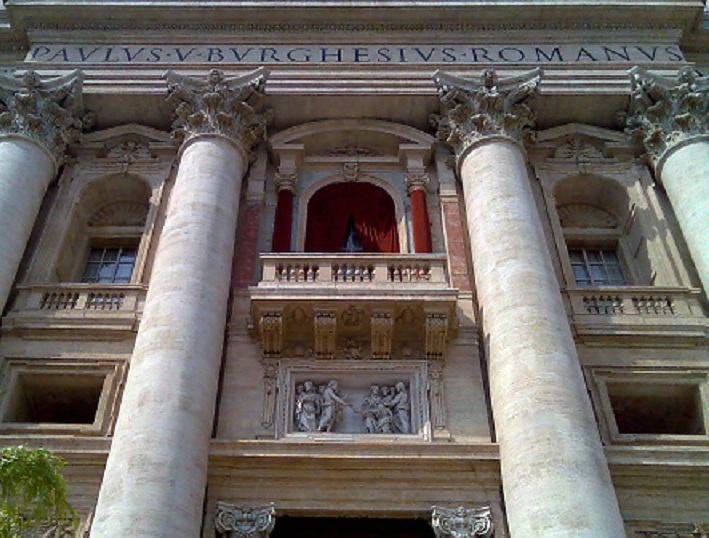
Balkony na průčelí baziliky sv. Petra v Římě

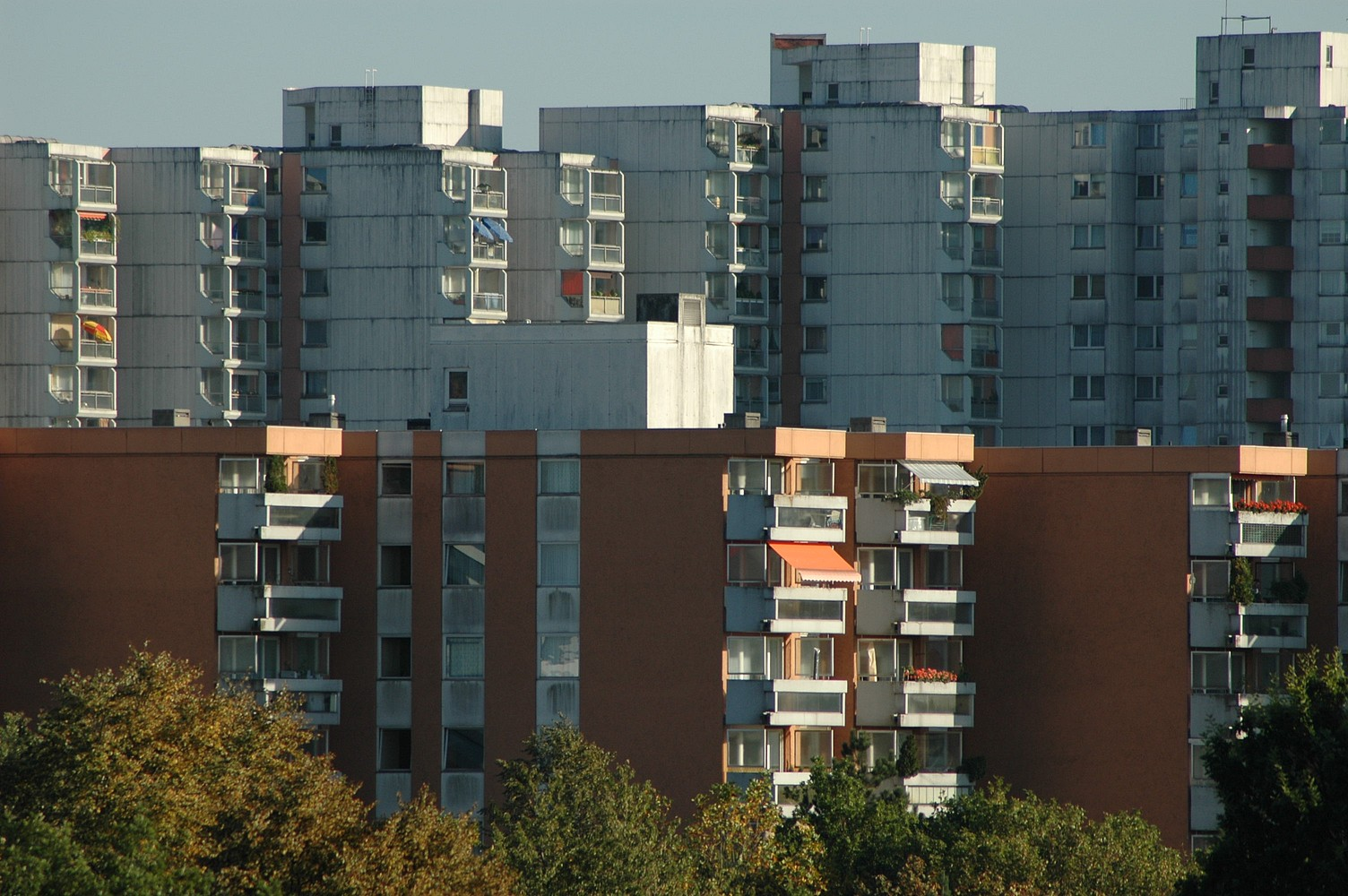
Sídliště Neuperlach (Mnichov)

## Historie
Obliba balkonů začíná v italské renesanci, kde balkon sloužil jednak k pobytu na čerstvém vzduchu a slunci, ale zároveň byl ozdobou budovy. Balkony mohou sloužit i k ceremoniálním účelům, jako například prezidentský balkon na třetím nádvoří Pražského hradu nebo balkon baziliky svatého Petra v Římě, odkud dává požehnání nově zvolený papež. Vnitřní balkony a lóže patří od renesance k vybavení divadel, později koncertních a kongresových sálů i sportovních stadionů. Podobné konstrukce v kostelích a modlitebnách se nazývají empora (pro věřící, často po stranách) nebo kruchta (pro hudebníky a zpěváky, v zadní části lodi).
Kryté balkony začínají v barokní době a dominují v 19. století. Ve 20. století převládá civilní využití balkonů k pobytu na slunci, například v zahradních vilách, a v hromadné bytové výstavbě od poloviny 20. století bývají balkony navíc zčásti nebo úplně zapuštěné, v přízemí případně zamřížované.

## Konstrukční rozdělení
- konzolové
- podepřené
- zavěšené
- kombinované

## Použitý materiál
- kámen
- dřevo
- ocel
- železobeton
- kombinace

### Galerie

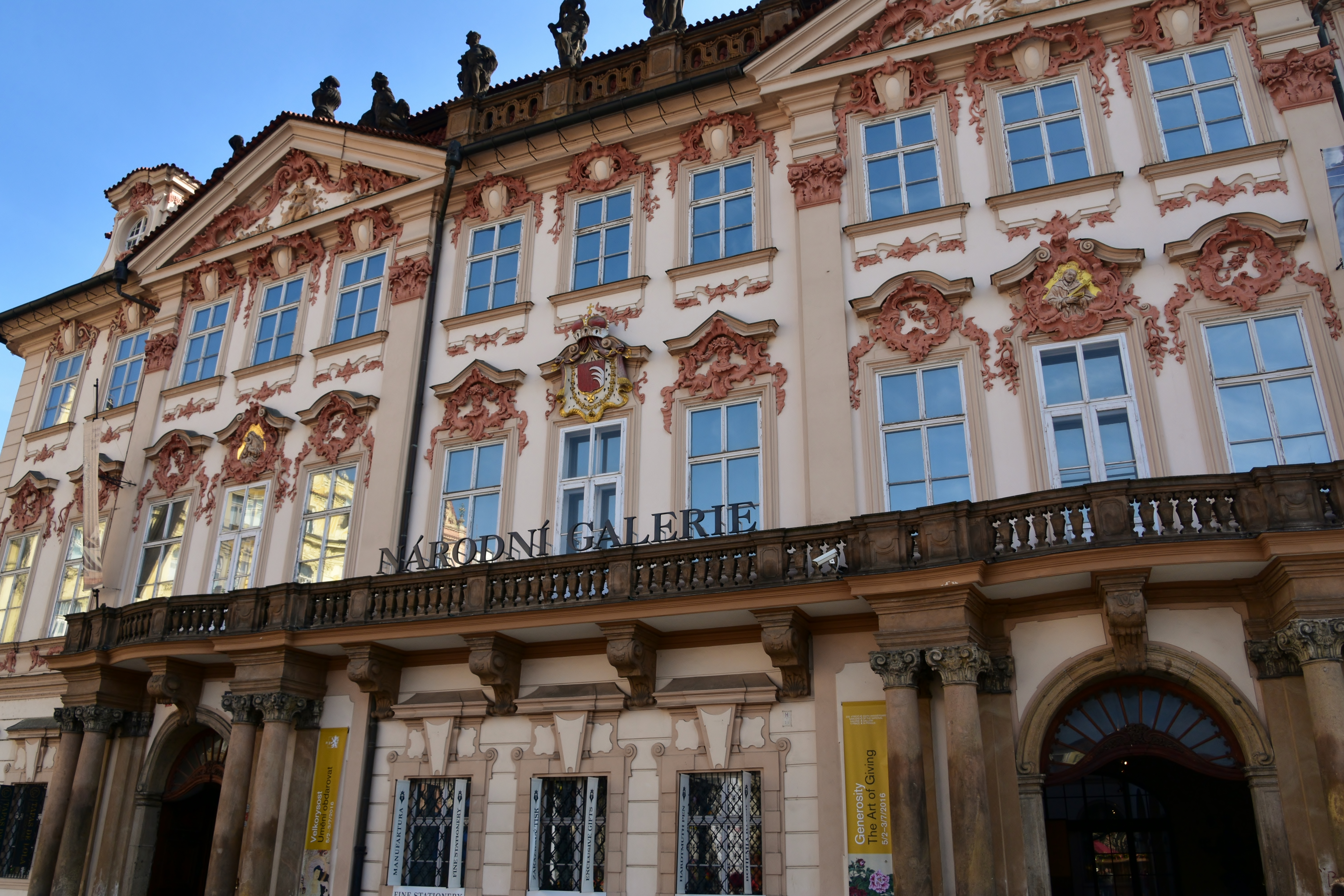
Palác Kinských v Praze
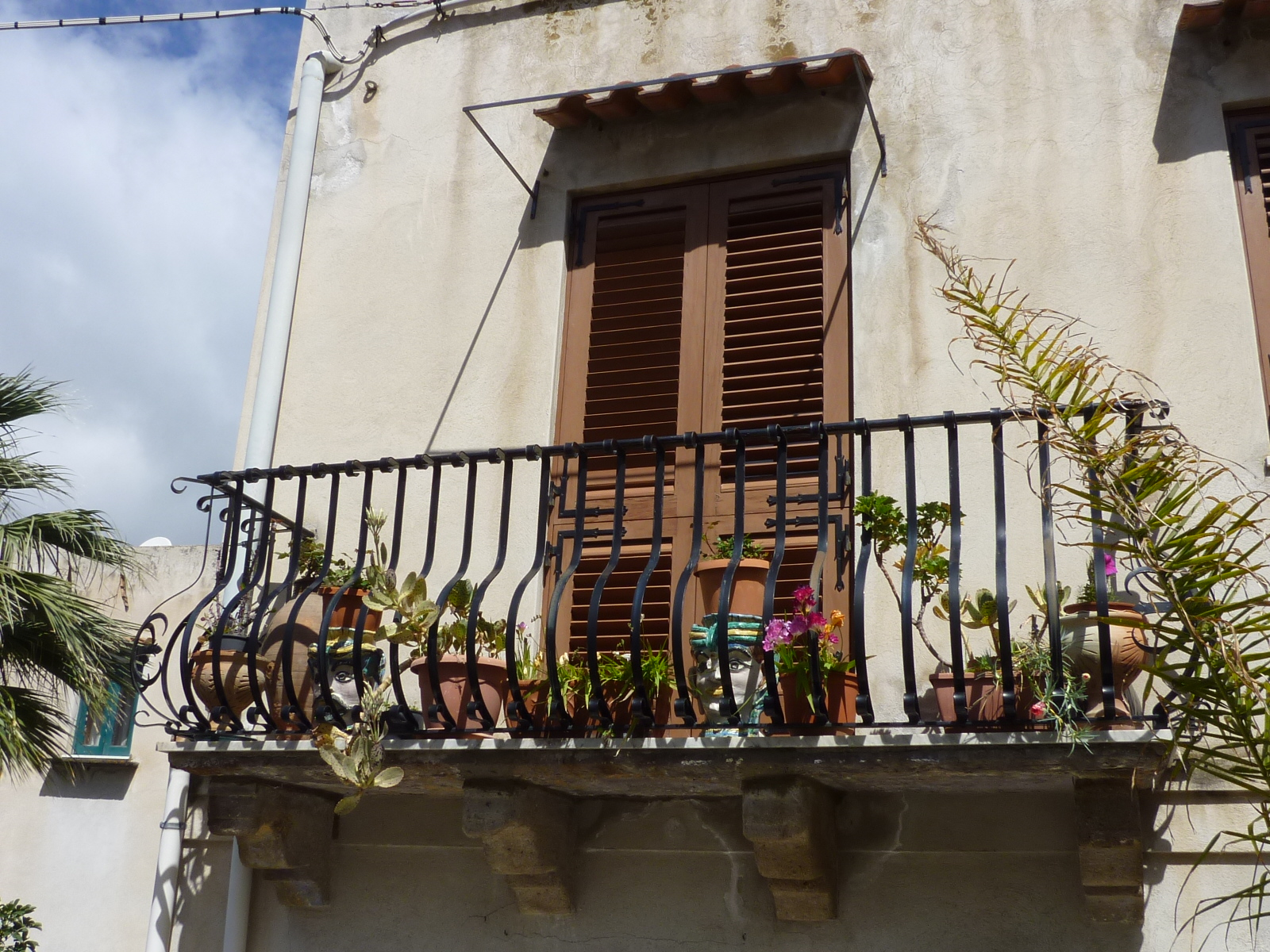
Balkonek s mříží (Lipari, Sicílie)
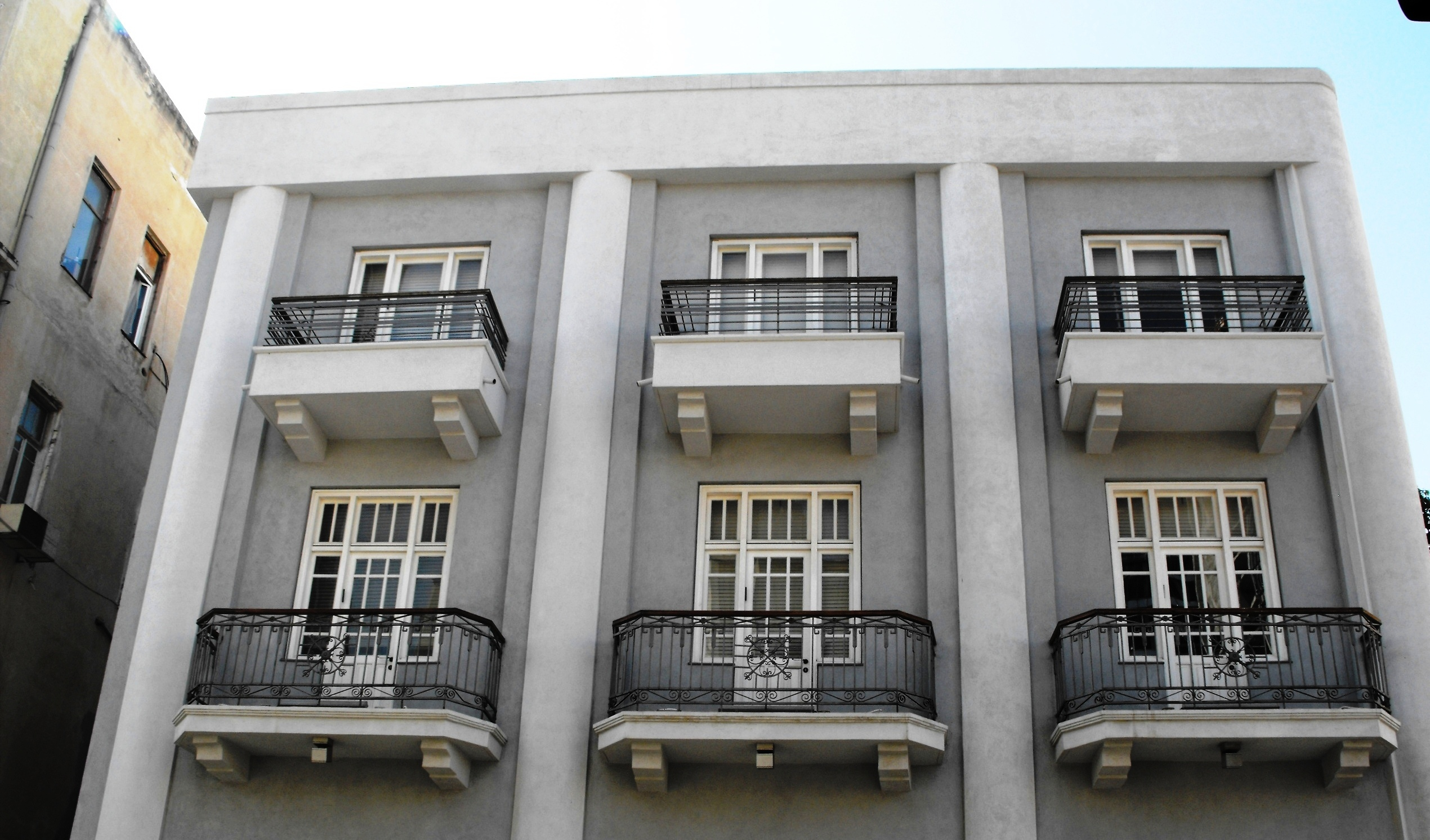
Dům na Blvd Rotschild, Tel Aviv (Izrael)
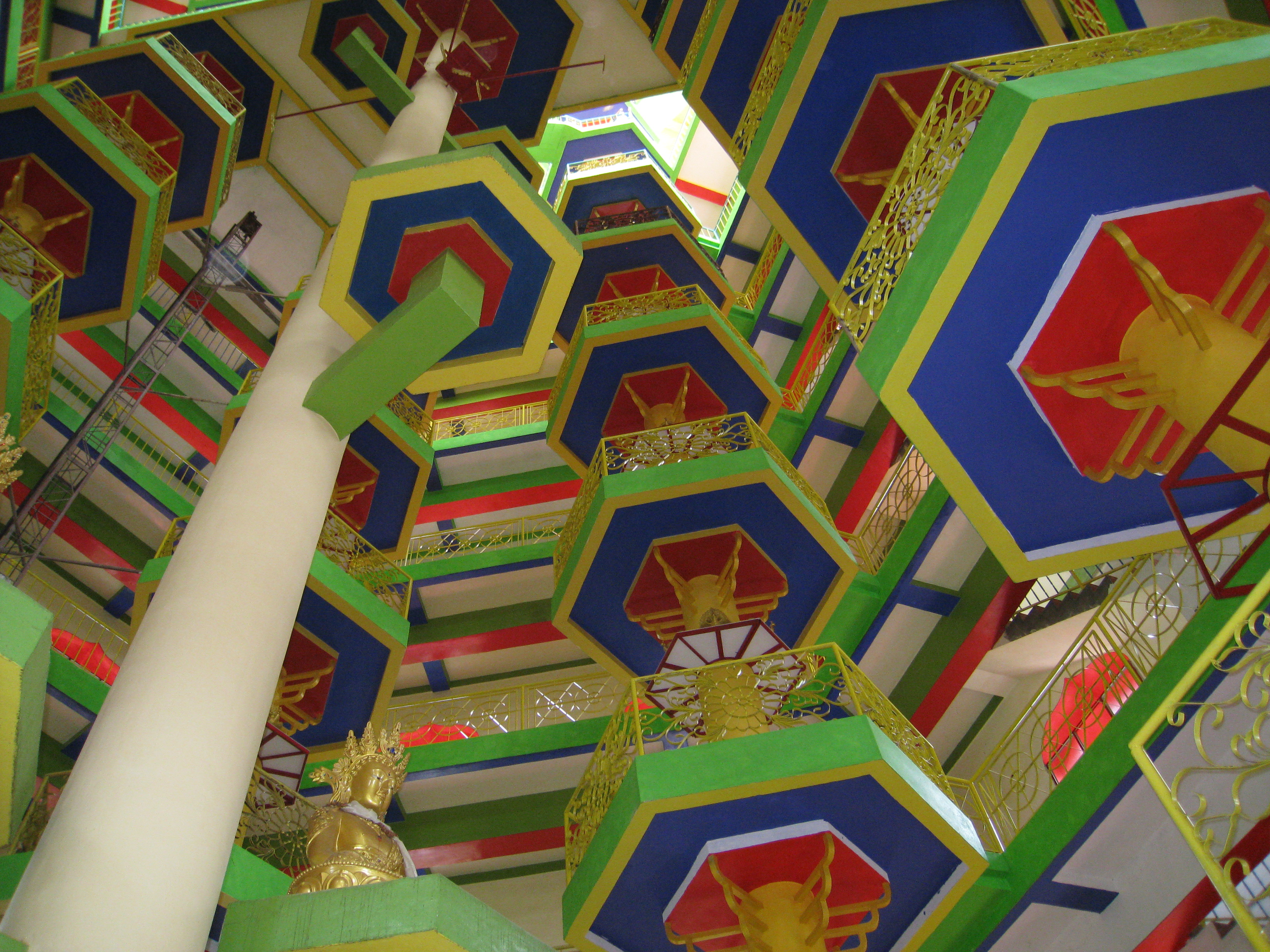
Mrakodrap (Ipoh, Malajsie)
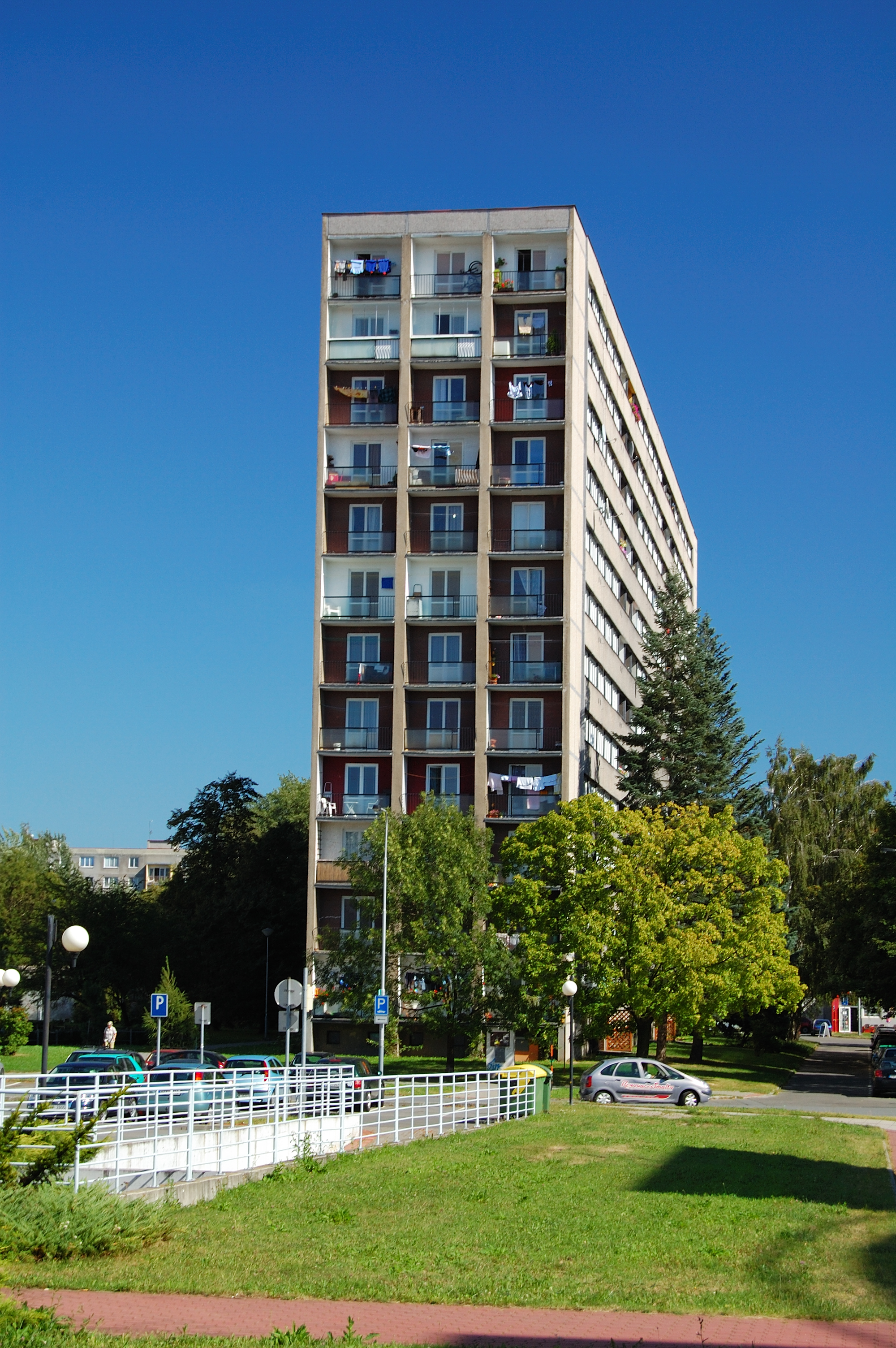
Ostrava, Poruba